# Rózsás kérészgomba
A rózsás kérészgomba (Bolbitius coprophilus) a kérészgombafélék családjába tartozó, Európában és Észak-Amerikában honos, füves területeken, trágyán élő, nem ehető gombafaj.

## Megjelenése

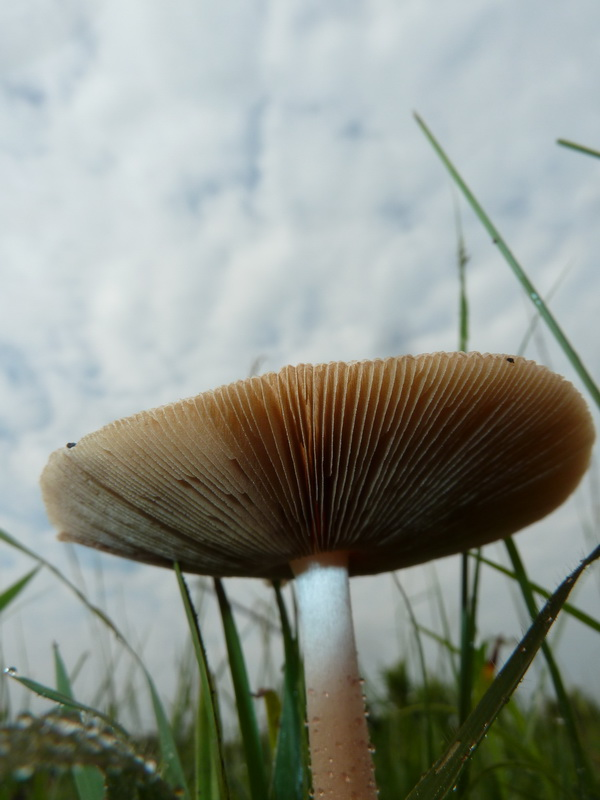

A rózsás kérészgomba kalapja 1-4 (6,5) cm széles, alakja fiatalon tojásdad vagy kúpos, később széles kúposan, tompán púposan kiterül. Színe fiatalon rózsássárga, rózsásbarnás, de hamarosan szürkésfehéresre fakul. A közepe általában sötétebb, idősen széle megbarnul. Széle majdnem a kalap feléig finoman, sűrűn bordázott. Felszíne nedvesen tapadós. 
Húsa vékony, törékeny; színe fehéres-sárgás. Szaga kellemes, íze nem jellegzetes.
Közepesen sűrű lemezei tönkhöz nőttek. Színük eleinte agyagszín, később földbarna, rozsdabarna.
Tönkje törékeny, belül üreges. Színe fehéres, felszíne pelyhes-korpás.
Spórapora rozsdabarna. Spórája ellipszoid, majdnem rombusz alakú, keresztmetszetben lapos, felszíne sima, mérete 9-12 x 7,5-8 µm.

### Hasonló fajok
A változékony kérészgomba, a tejfehér haranggomba, esetleg a tavaszi rétgomba hasonlíthat hozzá.

## Elterjedése és termőhelye
Európában és Észak-Amerikában honos. Magyarországon ritka.
Réteken, útszéleken, füves területeken fordul elő trágyán vagy trágyában, humuszban gazdag talajon. Áprilistól novemberig terem. 
Nem ehető.  